# USRC Naugatuck (1844)
USRC (USS) Naugatuck − amerykański eksperymentalny parowiec pancerny, będący na wyposażeniu United States Revenue Cutter Service oraz Armii Unii podczas wojny secesyjnej. Statek służył również dla Departamentu Skarbu Stanów Zjednoczonych jako USRC „E.A. Stevens” (później nazwę zmieniono na „Naugatuck”, a następnie okręt został statkiem handlowym i funkcjonował pod nazwą „Argus”). Okręt sprzedano w 1890. Nazwa „Naugatuck” w językach indiańskich oznacza „drzewo” lub „rozwidlenie (deltę) rzeki”.